# سو کانگ جون
لی سونگ هوان (کره‌ای: 이승환؛ زادهٔ ۱۲ اکتبر ۱۹۹۳) که به‌طور حرفه‌ای با نام سو کانگ جون (서강준) شناخته می‌شود، بازیگر و خواننده اهل کره جنوبی است که یکی از اعضای گروه سورپرایز بوده است. او به خاطر ایفای نقش در مجموعه تلویزیونی پنیر در تله (۲۰۱۶) به شهرت رسید و سپس در مجموعه‌های تلویزیونی دارودسته (۲۰۱۶)، آیا تو انسانی؟ (۲۰۱۸)، سومین افسون (۲۰۱۸)، تماشاگر (۲۰۱۹)، وقتی هوا خوبه (۲۰۲۰)، گرید (۲۰۲۲) و دبیرستان مخفی (۲۰۲۵) ایفای نقش کرد.

## فیلم‌شناسی

### فیلم
| سال  | عنوان                | نقش          | توضیحات      | منابع |
| ---- | -------------------- | ------------ | ------------ | ----- |
| ۲۰۱۴ | عشق من، عروس من      | جون سو       |              | [ ۱ ] |
| ۲۰۱۵ | زیبایی درون          | کیم وو جین   | حضور افتخاری | [ ۲ ] |
| ۲۰۱۵ | برف تابستان          | هان سانگ گیو |              | [ ۳ ] |
| ۲۰۲۱ | یک پایان سال رنگارنگ | لی کانگ      | فیلم تیوینگ  | [ ۴ ] |

### مجموعه تلویزیونی
| سال  | عنوان                            | نقش                 | توضیحات                 | منابع  |
| ---- | -------------------------------- | ------------------- | ----------------------- | ------ |
| ۲۰۱۲ | به زیبایی تو                     | دانش آموز           | بیت پارت (قسمت ۳، ۷)    |        |
| ۲۰۱۳ | دکتر خوب                         | دانش آموز           | بیت پارت (قسمت ۱۲)      |        |
| ۲۰۱۳ | خدمتکار مشکوک                    | چوی سو هیوک         |                         | [ ۵ ]  |
| ۲۰۱۳ | دراما فستیوال: قتل هانول‌جه       | یون ها              |                         | [ ۶ ]  |
| ۲۰۱۴ | بانوی مجرد حیله‌گر                | گوک سونگ هیون       |                         | [ ۷ ]  |
| ۲۰۱۴ | چه اتفاقی برای خانواده‌ام افتاده؟ | یون اون هو          |                         | [ ۸ ]  |
| ۲۰۱۴ | درامای ویژه کی‌بی‌اس: اتاق بومی    | خودش                | بازیگر مهمان            |        |
| ۲۰۱۵ | جونگ میونگ                       | هونگ جو وون         |                         | [ ۹ ]  |
| ۲۰۱۶ | پنیر در تله                      | بک این هو           |                         | [ ۱۰ ] |
| ۲۰۱۶ | هنرمندان                         | لی سانگ وون         | حضور افتخاری (قسمت ۷–۸) | [ ۱۱ ] |
| ۲۰۱۶ | دارودسته                         | چا یونگ بین         |                         | [ ۱۲ ] |
| ۲۰۱۸ | آیا تو انسانی؟                   | نام شین / نام شین ۳ |                         | [ ۱۳ ] |
| ۲۰۱۸ | سومین افسون                      | اوه جون یونگ        |                         | [ ۱۴ ] |
| ۲۰۱۹ | تماشاگر                          | کیم یونگ گون        |                         | [ ۱۵ ] |
| ۲۰۲۰ | وقتی هوا خوبه                    | ایم اون سوب         |                         | [ ۱۶ ] |
| ۲۰۲۵ | دبیرستان مخفی                    | جونگ هه سونگ        |                         | [ ۱۷ ] |

### مجموعه اینترنتی
| سال  | عنوان                         | نقش                    | توضیحات      | منابع  |
| ---- | ----------------------------- | ---------------------- | ------------ | ------ |
| ۲۰۱۳ | بعد از مدرسه: خوش شانسی یا نه | سو کانگ جون            |              | [ ۱۸ ] |
| ۲۰۱۴ | بهترین آینده                  | چوی گو                 |              | [ ۱۹ ] |
| ۲۰۱۵ | ادامه دارد                    | برادر بزرگتر آه رین    | حضور افتخاری | [ ۲۰ ] |
| ۲۰۱۷ | آیدل فیور                     | برادر بزرگتر دو یون    | حضور افتخاری | [ ۲۱ ] |
| ۲۰۲۱ | لاو رفرش                      | سو نام جو              |              | [ ۲۲ ] |
| ۲۰۲۲ | گرید                          | کیم سه ها / کوان سه ها |              | [ ۲۳ ] |

### برنامه تلویزیونی
| سال       | عنوان               | نقش               | توضیحات    | منابع  |
| --------- | ------------------- | ----------------- | ---------- | ------ |
| ۲۰۱۴–۲۰۱۵ | روم‌میت              | عضو گروه بازیگران | فصل‌های ۱–۲ | [ ۲۴ ] |
| ۲۰۱۶      | قانون جنگل در تونگا | عضو گروه بازیگران |            | [ ۲۵ ] |